# Freycinetia bicolor
Freycinetia bicolor är en enhjärtbladig växtart som beskrevs av Benjamin Clemens Masterman Stone. Freycinetia bicolor ingår i släktet Freycinetia och familjen Pandanaceae. Inga underarter finns listade.